# Zocca
Zocca là một đô thị ở tỉnh Modena thuộc vùng Emilia-Romagna, có vị trí cách khoảng 45 km về phía tây nam của Bologna và khoảng 35 km về phía nam của Modena. Tại thời điểm ngày 31 tháng 12 năm 2004, đô thị này có dân số 4.716 người và diện tích 69,1 km².
Đô thị Zocca có các frazioni (đơn đơn vị cấp dưới, chủ yếu là các làng) Ciano, Missano, Montalbano, Montecorone, Montetortore, Montombraro, và Rosola.
Zocca giáp các đô thị: Castel d'Aiano, Castello di Serravalle, Guiglia, Montese, Pavullo nel Frignano, Savigno, Vergato.

## Famous people
- Vasco Rossi (b. 1952), rock star